# Đỗ Tiến Đức
Đỗ Tiến Đức (sinh ngày 11 tháng 10 năm 1937) là một nhà văn, đạo diễn điện ảnh và ký giả người Việt.

## Trước 1975
Ông quê ở Sơn Tây, học trung học tại Hà Nội và di cư vào Nam năm 1954. Tại Miền Nam ông theo học tại Trường Quốc gia Hành chánh rồi Đại học Luật. Ông là sĩ quan Quân lực Việt Nam Cộng hòa. Năm 1967 ông được bổ làm Giám đốc Nha Thông tin rồi Nha Điện ảnh.
Sang thập niên 1970 ông là giáo sư Viện Đại học Minh Đức dạy môn truyền thông.

## Đóng góp văn hóa
Năm 1969 ông đoạt Giải Văn học Nghệ thuật Toàn quốc bộ môn văn với tác phẩm Má hồng.
Những tác phẩm khác gồm có phim Ngọc Lan (1972), Yêu (1973), và Giỡn mặt tử thần (1975). Phim Giỡn mặt tử thần chưa kịp trình chiếu thì Việt Nam Cộng hòa sụp đổ
Đỗ Tiến Đức có công nhiều trong việc phát triển ngành điện ảnh Việt Nam khi ông tổ chức "Ngày Điện ảnh Việt Nam" ngày 22 Tháng 9, 1969. Vào ngày đó ông vận động tất cả các rạp chiếu bóng chỉ chiếu phim Việt Nam và không thu vé để khán giả vào xem thật đông, kích động ngành điện ảnh trong nước. Từ đó mỗi năm chính phủ đều tổ chức "Ngày điện ảnh" kỳ II (1970), kỳ III (1971), kỳ IV (1972), kỳ V (1973) và kỳ VI (1974).
Ra hải ngoại, các nhà làm phim người Việt cũng tiếp tục lấy những kỳ trước mà tiếp nối như năm 1993 là kỳ VII, 1994 là kỳ VIII.
Từ năm 1985, ông là chủ bút báo Thời Luận ở Los Angeles, Nam California.

## Tác phẩm

### Văn & Truyện[1]
- Hoa niên (1954)
- Má hồng (1968) [3]
- Lối vào (1990)
- Vầng trăng trong mưa (1993)
- Tiếng xưa (2000) [4]
- Những chuyện rất Việt Nam (2006)[2]
- Tháng Tư 1975 [3]
- Bên em là bóng tối.
- Phân cảnh phim Yêu (1972- tái bản 2014) [5][6]

### Đạo diễn và sản xuất phim[1]
- Ngọc Lan (1972, với Hà Huyền Chi làm phụ tá dạo diễn)
- Yêu, dựa theo truyện Yêu của Chu Tử (1973, với Viên Linh và Trần Quang Đôn làm phụ tá đạo diễn)
- Giỡn mặt tử thần (1975).